# Olympische Sommerspiele 2012/Teilnehmer (Äquatorialguinea)
| Gelbes Symbol für Goldmedaillen mit stilisierten Olympischen Ringen | Graues Symbol für Silbermedaillen mit stilisierten Olympischen Ringen | Braundes Symbol für Bronzemedaillen mit stilisierten Olympischen Ringen |
| ------------------------------------------------------------------- | --------------------------------------------------------------------- | ----------------------------------------------------------------------- |
| —                                                                   | —                                                                     | —                                                                       |

Äquatorialguinea nahm in London an den Olympischen Spielen 2012 teil. Es war die insgesamt achte Teilnahme an Olympischen Sommerspielen. Das Comité National Olympique Equato-Guinéen nominierte zwei Athleten in einer Sportart.
Fahnenträgerin bei der Eröffnungsfeier war die Leichtathletin Bibiana Olama.

## Teilnehmer nach Sportarten

### Leichtathletik
Laufen und Gehen 
| Athleten        | Wettbewerb   | Vorlauf     | Vorlauf | Halbfinale    | Halbfinale    | Finale        | Finale        | Rang |
| Athleten        | Wettbewerb   | Zeit        | Rang    | Zeit          | Rang          | Zeit          | Rang          | Rang |
| --------------- | ------------ | ----------- | ------- | ------------- | ------------- | ------------- | ------------- | ---- |
| Frauen          |              |             |         |               |               |               |               |      |
| Bibiana Olama   | 100 m Hürden | 16,18 s     | 46      | ausgeschieden | ausgeschieden | ausgeschieden | ausgeschieden | 46   |
| Männer          |              |             |         |               |               |               |               |      |
| Benjamín Enzema | 800 m        | 1:57,47 min | 49      | ausgeschieden | ausgeschieden | ausgeschieden | ausgeschieden | 49   |